# Patriot (serie televisiva)
Patriot è una serie televisiva commedia drammatica statunitense creata da Steven Conrad e che ha debuttato il 5 novembre 2015 con l'episodio pilota, mentre i restanti vengono pubblicati dal 23 febbraio 2017 sul servizio on demand Amazon Video. La serie ha come protagonisti Michael Dorman, Kurtwood Smith, Michael Chernus, Kathleen Munroe, Aliette Opheim, Chris Conrad, Terry O'Quinn e Debra Winger. 
In Italia, la serie viene pubblicata dal 5 maggio 2017 su Amazon Video.
Il 18 aprile 2017, Amazon ha rinnovato la serie per una seconda stagione.
Nel luglio 2019, Amazon ha confermato la cancellazione della serie.

## Trama
Per impedire all'Iran di usare l'energia nucleare, il funzionario dell'intelligence John Tavner deve rinunciare a tutte le reti di sicurezza e assumere una copertura non ufficiale ("NOC") - quella di un dipendente di medio livello presso un'impresa di tubazioni industriali Midwestern.

## Personaggi e interpreti

### Principali
- John Tavner / John Lakeman, interpretato da Michael Dorman, doppiato da Maurizio Merluzzo
- Tom Tavner, interpretato da Terry O'Quinn, doppiato da Mario Scarabelli.
- Leslie Claret, interpretato da Kurtwood Smith, doppiato da Gianni Quillico
- Edward Tavner, interpretato da Michael Chernus, doppiato da Luca Ghignone.
- Alice Tavner, interpretata da Kathleen Munroe, doppiata da Stefania De Peppe
- Detective Agathe Albans, interpretata da Aliette Opheim, doppiata da Gea Riva
- Dennis McClaren, interpretato da Chris Conrad, doppiato da Diego Baldoin

### Ricorrenti
- Peter Icabod, interpretato da Julian Richings, doppiato da Roberto Accornero
- Rob Saperstein, interpretato da Mark Boone Junior, doppiato da Pietro Ubaldi
- Lawrence Lacroix, interpretato da Gil Bellows, doppiato da Massimiliano Lotti
- Stephen Tchoo, interpretato da Marcus Toji, doppiato da Paolo De Santis
- Jack Birdbath, interpretato da Tony Fitzpatrick, doppiato da Riccardo Rovatti
- Detective Lucie Prum-Waltzing, interpretata da Sylvie Sadarnac
- Ally O'Dhonaill, interpretata da Charlotte Arnold, doppiata da Jasmine Laurenti
- Carol, interpretata da Chastity Dotson, doppiata da Alice Bertocchi
- Gayle, interpretata da Marika Engelhardt, doppiata da Maura Marenghi
- Efram, interpretato da Lyon Daniels, doppiato da Luca Cortese
- Mahtma El-Mashad, interpretata da Sadieh Rifai
- Numi, interpretata da Hana Mae Lee
- Sophie, interpretata da Zoe Schwartz
- Mikham Candahar, interpretato da Kane Mahon
- Gregory Gordon, interpretato da Antoine McKay
- Kkyman Candahar, interpretato da Azhar Usman
- Sandrine Gernsback, interpretata da Sabina Zeynalova
- Detective Emile Mills, interpretato da Matthew Lunt
- Edgar Barros, interpretato da Norm Sousa
- Lori, interpretata da Jaclyn Hennell
- Upscale Hotel Lobby, interpretata da Lizzy Leigh
- Wallace Candahar, interpretato da Nikolas Kontomanolis

## Episodi
| Stagione         | Episodi | Pubblicazione USA | Pubblicazione Italia |
| ---------------- | ------- | ----------------- | -------------------- |
| Prima stagione   | 10      | 2017              | 2017                 |
| Seconda stagione | 8       | 2018              | 2018                 |